# Géraud de Gourdon
Pour les articles homonymes, voir Gourdon.

Armes de Géraud de Gourdon : parti, au 1, d'azur à trois étoiles d'or en pal, au 2, de gueules à trois bandes d'or.

Géraud de Gourdon, noble du Quercy, seigneur de Gourdon est cité comme ayant participé aux croisades et les armoiries des Gourdon figurent dans les salles des Croisades du château de Versailles.
Ne pas confondre avec Géraud II de Gourdon, 29e évêque de Cahors, prédécesseur de Géraud de Cardaillac durant les années 1068-1112 selon une source ou les années 1068-1090 selon une autre source, ou même 1068-1080 si Géraud de Cardaillac est devenu évêque de Cahors en 1080.

## Biographie
Selon L. Saint-Marty, Jacques Paul Migne et Charles Gavard, un Géraud de Gourdon part fin octobre 1096 avec le vicomte Raymond Ier de Turenne, à la croisade dans l'armée du comte de Toulouse Raymond IV,. Charles Gavard le qualifie de Géraud II de Gourdon.
Selon Guillaume Lacoste et Jean Lartigaut, un Géraud de Gourdon teste en 1108, fait un legs à l'abbaye de Sarlat, un autre aux chanoines du Vigan. Il fait donation à l’église de Cahors de ses divers biens dans la paroisse Sancti Francoleni - Francoulès - avec l’église et la juridiction de ce lieu puis part à la croisade avec Bertrand de Tripoli, fils du comte de Toulouse.
Aucune source ne permet d'affirmer ou d'infirmer que ces deux Géraud de Gourdon sont une même personne.

### Mariage et descendance
Dans son testament de 1108, Géraud de Gourdon est marié à une Alpasie et père d'Aymeric. Selon le généalogiste Eugène Vasseur, Aymeric pourrait être Aymeric III, cité en 1143 qui épouse Mangne de Turenne, fille de Raymond Ier de Turenne, lien non confirmé par le généalogiste Charles Cawley.